# 別府商工会議所

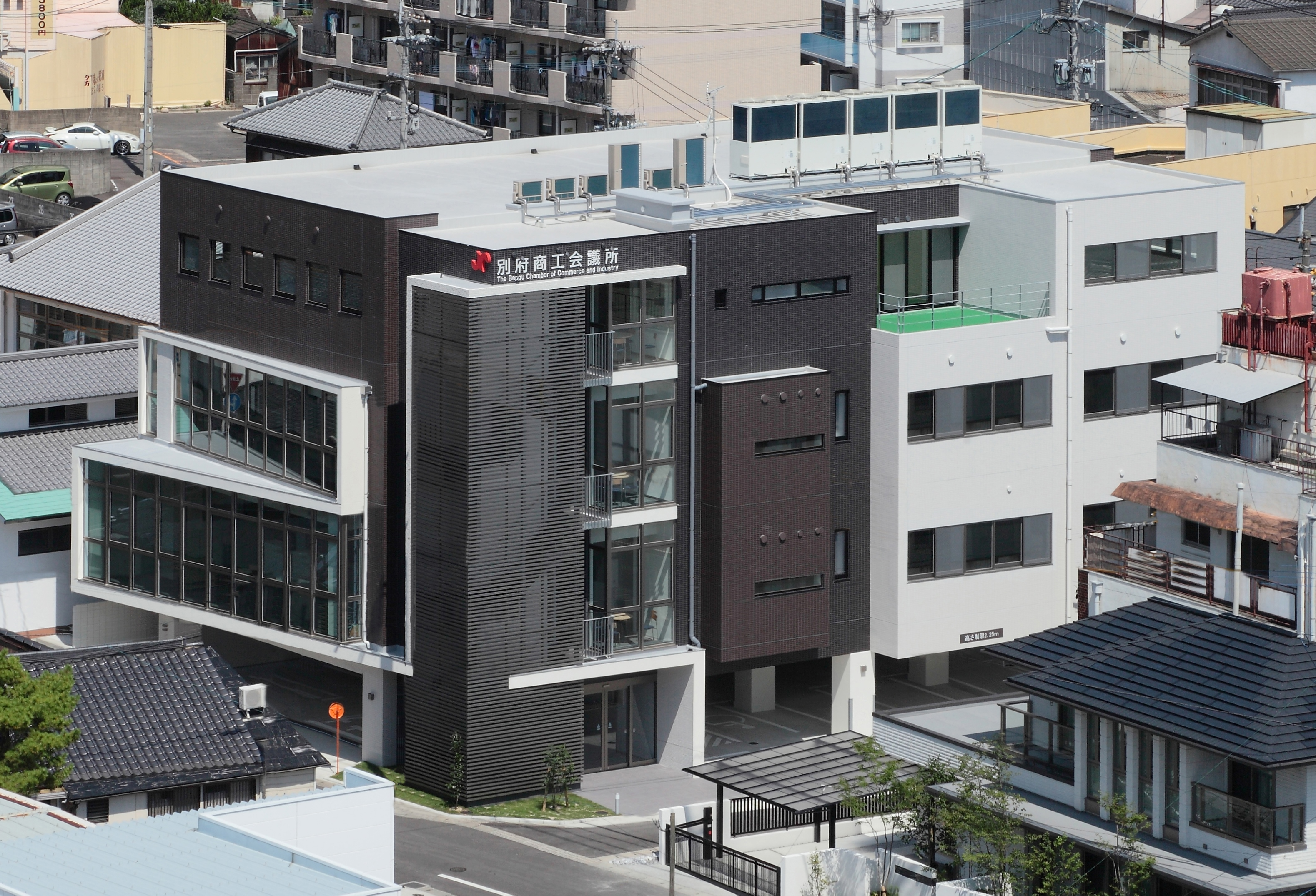
別府商工会議所

別府商工会議所（べっぷしょうこうかいぎしょ、英称：The Beppu Chamber of Commerce and Industry）は、主に大分県別府市内に事業所を置く企業・団体で構成・運営されている商工会議所である。略称は別府商議所。

## 沿革
- 1929年（昭和4年）10月4日 - 別府商工会議所として設立認可される[1]。大分県下で最初に設立[2]。
- 1931年（昭和6年） - 秋祭りの「温泉市大売出し」から従来の温泉市と切り離し、温泉に対する感謝祭として「温泉祭り」を提唱、強く市当局に働きかけて開催を実現[1]。
- 1935年（昭和10年） - 納涼煙火大会を別府商工会議所主催で挙行[1]。
- 1937年（昭和12年） - 別府公園で別府国際温泉観光大博覧会が開催される[1]。
- 1937年（昭和12年）8月-市内浜町に商工会館を新築・移転[1]。
- 1943年（昭和18年）9月 - 大分県商工経済会別府支部に編成替え[3][4]。
- 1946年（昭和21年） - 「社団法人別府商工会議所」として再出発[1]。
- 1947年（昭和22年） - 別府商工会議所を中心に別府国際観光港設置期成会発足[1]。
- 1951年（昭和26年） - 全九州商工会議所大会を別府で開催[1]。
- 1952年（昭和27年）〜1954年（昭和29年） - 商工業実態調査を実施。本調査を契機に、市商工業界に地域別、業種別組合が急速に生まれる[5][3]。
- 1954年（昭和29年）10月 - 新：商工会議所法施行による「別府商工会議所」に改組。
- 1956年（昭和31年） - 中小企業相談所を創設。経営指導員が配置される[3]。
- 1957年（昭和32年） - 別府温泉観光産業大博覧会を開催。80万人動員[1]。
- 1958年（昭和33年） - 別府国際観光港に3000トン級バース完成[1]。
- 1961年（昭和36年） - 別府商工会議所婦人会が誕生（会長・横山キク（杉乃井ホテル）、副会長・甲斐コウメ（雅叙園）、野口久恵（有田陶器店］）[1]。

## 所在地
- 大分県別府市中央町7番8号　別府商工会館（３代目）（2015年8月～）

過去の所在地
- 別府市北浜2丁目9番1号トキハ別府店7階（2010年4月～2015年7月）
- 別府市光町22番19号ＮＴＴ別府ビル5階（2007年9月～2010年3月）
- 別府市楠町17番5号　別府商工会館（２代目）（1988年3月25日～2007年8月）
- 別府市北浜9番43号別府国際観光会館3階（1975年8月10日～1988年3月24日）
- 別府市浜町2番1号　別府商工会館（初代）（1937年12月8日～1975年8月9日）

※別府市浜町195番地の4（1954年10月8日現在の表記）

## 歴代会頭
| 代数   | 氏名       | 在任期間       | 出身企業・団体                           |
| ------ | ---------- | -------------- | ---------------------------------------- |
| 初代   | 高橋欽哉   | 1929年〜1936年 | 大分県農工銀行（現・みずほ銀行大分支店） |
| 第2代  | 西原左太郎 | 1936年〜1941年 | タナベ屋                                 |
| 第3代  | 藤原勝     | 1941年〜1943年 | 肥後屋                                   |
| 第4代  | 藤沢徳太郎 | 1946年〜1948年 | 新紙屋                                   |
| 第5代  | 八阪真兵衛 | 1948年〜1952年 | 国際館                                   |
| 第6代  | 西田熊太郎 | 1952年〜1963年 | つるみ観光                               |
| 第7代  | 首藤克人   | 1963年〜1969年 | 協栄産業、R・C映画                       |
| 第8代  | 河村友吉   | 1969年〜1976年 | 別府市助役                               |
| 第9代  | 友永文月   | 1976年〜1997年 | 旭商会                                   |
| 第10代 | 津末武久   | 1997年〜2004年 | 大鵬レジャー産業・大鵬会館               |
| 第11代 | 高松右門   | 2004年〜2008年 | 大分みらい信用金庫                       |
| 第12代 | 千壽健夫   | 2008年〜2016年 | 別府地獄組合                             |
| 第13代 | 西謙二     | 2016年～       | 西石油                                   |